# Ruta Moche
La Ruta Moche es un camino turístico que se inicia en la ciudad de Trujillo en lo que antiguamente fuera la sede de poder de la cultura Moche conocido como Las Huacas del Sol y La Luna y luego continúa por una serie de lugares que fueron parte de los reinos mochica y Chimú; discurre por el norte peruano principalmente a través de los departamentos de La Libertad y Lambayeque, a unos 600 a 750 km al norte de Lima.
En medio de esta ruta, se encuentran las ciudades de Trujillo y Chiclayo, en cuyos entornos se hallan los principales restos arqueológicos de esta zona del Perú, pertenecientes a la cultura mochica.
Recientemente el MINCETUR (ministerio de turismo del Perú) ha recibido el Premio Ulysses por la promoción de esta rusta turística en el año 2011.

## Sitios de la ruta moche
- Las Huacas del Sol y La Luna
- Chan Chan
- Complejo arqueológico El Brujo
- Tumbas reales de Sipan
- Complejo arqueológico San José de Moro